# Congiura dei Lanfranchi
La congiura dei Lanfranchi fu una cospirazione ordita dalla famiglia Lanfranchi a Pisa nel 1322 contro il conte Ranieri della Gherardesca, che, tuttavia, fallì completamente.

## La congiura
Nel 1322 a Pisa vi fu un tentativo di assassinio da parte della famiglia Lanfranchi ai danni del conte Ranieri Della Gherardesca. Assieme alla famiglia Lanfranchi si schierò Castruccio Castracani, signore di Lucca, il quale aspettava con il proprio esercito al di fuori delle mura di Pisa. Sventata la congiura e giustiziati i ribelli pisani, il conte Ranieri resosi conto del tradimento di Castruccio pose una taglia sulla sua testa (diecimila fiorini). Il Castracani, per suo conto, mise immediatamente a ferro e fuoco il territorio pisano, mirando in particolare alla conquista di Montopoli, Fucecchio e Vicopisano; ma trovò una resistenza agguerrita e fu costretto a ritirarsi. Per il conte Ranieri fu una vittoria morale che gli permise di rafforzare ulteriormente il proprio potere.